# Andriej Bertels-Mieńszoj
Andriej Aleksandrowicz Bertels-Mieńszoj, ros. Андрей Александрович Бертельс-Меньшой (ur. w 1904 w Sankt Petersburgu, zm. w lutym 1989 r. w Pelotas) – rosyjski wojskowy, biały emigrant, oficer Rosyjskiego Korpusu Ochronnego, a następnie Sił Zbrojnych Komitetu Wyzwolenia Narodów Rosji podczas II wojny światowej, naukowiec-entomolog, publicysta.
Uczył się w korpusie paziów. Po rewolucji październikowej 1917 r. udał się nad Don, gdzie w wieku 15 lat wstąpił do nowo formowanej Armii Ochotniczej. Służył w kawalerii jako zwiadowca. Następnie został odkomenderowany do połtawskiego korpusu kadetów, a potem krymskiego korpusu kadetów. W poł. listopada 1920 r. ewakuował się wraz z wojskami Białych z Krymu do Gallipoli. Na emigracji zamieszkał w Królestwie SHS. W 1922 r. ukończył reaktywowany krymski korpus kadetów, a następnie nikołajewską szkołę kawaleryjską w Białej Cerkwi. Został kornetem 12 Achtyrskiego Pułku Huzarów. Studiował rolnictwo na uniwersytecie w Belgradzie. Pracował w ministerstwie robót publicznych. Był członkiem Rosyjskiego Sokoła w Zemunie. Po zajęciu Jugosławii przez wojska niemieckie w kwietniu 1941 r., wstąpił 12 września do nowo formowanego Rosyjskiego Korpusu Ochronnego. Służył w szwadronie kawalerii, ale wkrótce mianowano go komendantem więzienia Korpusu pod Belgradem. 20 stycznia 1942 r. objął dowództwo kompanii roboczej batalionu zapasowego sztabu Korpusu, a następnie pododdziału bojowego w kompanii weterynaryjnej. Na pocz. stycznia 1945 r. został odkomenderowany jako oficer łącznikowy do Sił Zbrojnych Komitetu Wyzwolenia Narodów Rosji, w których w stopniu kapitana objął funkcję adiutanta dowódcy tyłów płk. G. W. Saksa. Dostał się do niewoli amerykańskiej, ale zbiegł. Zamieszkał w Monachium, gdzie wykładał na uniwersytecie dla uchodźców, zorganizowanym przez UNRRA. Po 2 latach wyjechał do Brazylii. Ministerstwo rolnictwa skierowało go na południe do miasta Pelotas, gdzie współtworzył instytut naukowo-badawczy. Zajmował się też entomologią. Brał udział w corocznych kongresach entomologicznych. Napisał z tej dziedziny 2 książki. Był autorem licznych artykułów w pismach naukowych. Ponadto prowadził zajęcia z antykomunizmu zarówno dla pracowników instytutu, jak też wojskowych brazylijskich.